# ترنوو
ترنوو (به چکی: Trnov) یک منطقهٔ مسکونی در جمهوری چک است که در شهرستان ریخنوف ناد کنیژنوو واقع شده‌است.